# 전국요호
전국요호(일본어: 戦國妖狐, 센고쿠 요코)는 미즈카미 사토시가 쓰고 그린 일본 만화 시리즈이다. 2007년 12월부터 2014년 7월까지 매그 가든의 월간 코믹 블레이드 매거진에 연재되었으며, 2014년 9월부터 2016년 5월까지 코믹 블레이드 웹 만화 서비스에서 계속되었다. WHITE FOX가 제작한 애니메이션 TV 시리즈 각색은 2024년 1월에 첫 방송되었다.

## 미디어

### 만화
미즈카미 사토시가 글과 그림을 그린 전국요호는 매그가든의 월간 코믹 블레이드 잡지에 2007년 12월 28일부터 2014년 7월 30일까지 연재되었으며, 잡지가 폐간되었다. 이 시리즈는 2014년 9월 16일부터 2016년 5월 20일까지 코믹 블레이드 웹 서비스에서 계속 연재되었다. 해당 장은 2008년 8월부터 2016년 6월까지 17권의 단행본으로 수집되었다.
이 만화는 토쿄팝에서 영어로 라이센스를 받았다.

### 애니메이션
애니메이션 TV 시리즈 각색은 2023년 8월 10일에 발표되었다. WHITE FOX가 애니메이션을 제작하고 아이자와 마사히로가 감독을 맡았으며 시리즈 구성은 하나다 주키, 캐릭터 디자인은 오쿠다 요스케, 음악은 에반 콜이 작곡했다. 이 시리즈는 2024년 1월 11일 토쿄 MX 및 기타 네트워크에서 첫 선을 보였으며, 만화의 두 호인 "요 나오시 교대편"을 "완전히" 각색하기 위한 3개 코스로 구성될 예정이다. 크런치롤은 시리즈 라이선스를 받았다. 미디어링크는 남아시아 및 동남아시아 지역에서 시리즈 라이선스를 취득하고 애니원 아시아 유튜브 채널에서 스트리밍했다.